# ایرف مدل ای
ایرف مدل ای (ERuf Model A) خودرویی است که در سال‌های ۲۰۰۸در آلمان تولید شده‌است.
این خودرو در کلاس خودرو اسپورت قرار گرفته، است.